# Artica
Artica je nenaseljeni otočić u hrvatskom dijelu Jadranskog mora.
Njegova površina iznosi 0,03 km². Dužina obalne crte iznosi 0,63 km.